# RSSOwl
RSSOwl is een feedreader voor RSS-, Atom en RDF-feeds. Het project werd gestart in 2003. De broncode wordt vrijgegeven onder de Eclipse Public License, waardoor RSSOwl vrije software is.

## Versiegeschiedenis
RSSOwl begon eind juli 2003 als een klein project op SourceForge.net.

### Versie 1.0
RSSOwl 1.0 werd uitgebracht op 19 december 2004, met ondersteuning voor de webfeedformaten RSS en Atom. De eerste versie ondersteunde het exporteren van feeds naar de bestandsformaten PDF, RTF en HTML. Deze versie was beschikbaar voor Windows, Mac, Linux en Solaris.
RSSOwl 1.1 voegde werkbalken en snelzoekfunctionaliteit in feeds toe. Versie 1.2 verbeterde de mogelijkheid om werkbalken aan te passen en introduceerde ondersteuning voor Atom 1.0-feeds. Versies 1.2.1 en 1.2.2 voegden universal binary-ondersteuning voor Mac-apparaten toe. Ook slepen-en-neerzetten voor tabs en een ingebouwde feedvalidator werden geïmplementeerd.

### Versie 2.0
RSSOwl 2.0 werd aangekondigd op 7 maart 2007, op de Eclipse-conferentie EclipseCon 2007. Versie 2.0 was herschreven met Eclipse Rich Client Platform en maakte gebruik van db4o voor databaseopslag en Lucene voor het zoeken naar tekst. Verschillende testversies (milestones) werden uitgebracht voordat versie 2.0 definitief werd uitgebracht. Deze testversies voegden ondersteuning toe voor het plakken van labels op feeds, pop-up-notificaties voor nieuwe feeds en opslag van nieuwe artikels in 'nieuwsbakken'. De 2.0-versie werd uitgebracht als milestone 9 en voegde ondersteuning toe voor veilige opslag van wachtwoorden en andere aanmeldingsgegevens. Milestone 9 voegde daarnaast ook volgende nieuwe functies toe: nieuwsfilters, ondersteuning voor het insluiten van Firefox 3.0 (XULRunner) om webfeeds te verwerken en proxyondersteuning voor Windows.

### Versie 2.1
RSSOwl 2.1 werd uitgebracht op 15 juli 2011. Deze versie beschikte over Google Reader-synchronisatie en nieuwe lay-outs. Door de stopzetting van Google Reader werd deze mogelijkheid echter terug uit versie 2.2 gehaald.